# Nitzan (Vorname)
Nitzan (hebräisch: נִצָן) ist ein weiblicher und männlicher Vorname.

## Herkunft und Bedeutung
Der Name bedeutet im Hebräischen „Blütenknospe“. Eine ausschließlich weibliche Variante ist Nitza.

## Namensträgerinnen und Namensträger
- Nitzan Horowitz (* 1964), israelischer Politiker
- Nitzan Levartovsky (* 1988), israelische Schauspielerin
- Nitza Metzger-Szmuk (* 1945), israelische Architektin und Denkmalschützerin